# The Venus' Tear Diamond

The Venus' Tear Diamond (Zhan shi yan dao) est un film hongkongais réalisé par Umetsugu Inoue, sorti en 1971.

## Synopsis
La jeune et riche veuve Mme Lam (Chui Chi-Suk) doit affronter deux cambrioleurs professionnels rivaux, opérant sous les pseudonymes de Telosma (Lily Ho) et Sir Night (Ling Yun). Ces criminels cherchent à s'emparer de son bijou le plus précieux, le diamant « Larme-de-Vénus », à l'occasion d'un concours de chant organisé au Japon dans le cadre de l'exposition universelle de 1970, dont elle assure la présidence du jury et auquel ils participent sous de fausses identités, accompagnés l'un et l'autre d'un complice. Par ailleurs un mystérieux homme à lunettes semble aussi très intéressé par le diamant et sa propriétaire. Les faux-semblants à propos des identités des protagonistes ne manquent pas de provoquer divers quiproquos.

## Fiche technique
- Titre : The Venus' Tear Diamond
- Titre chinois : Zhan shi yan dao
- Réalisation : Umetsugu Inoue
- Scénario : Umetsugu Inoue
- Société de production : Shaw Brothers
- Pays d'origine :  Hong Kong
- Format : couleurs - 2,35:1 - mono - 35 mm
- Genre : comédie policière
- Date de sortie : 25 février 1971

## Distribution
- Lily Ho : Telosma
- Ling Yun : Sir Night
- Chui Chi-Suk : Mme Lam
- Park Ji-Hyeon : Jenny
- Kim Han-seop : Peter